# ديان (آراغاتسوتن)
مدينة ديان (بالإنجليزية: Dian)‏ هي إحدى المدن التابعة لمقاطعة آراغاتسوتن في أرمينيا. يقدر عدد سكانها بـ 131 نسمة حسب الإحصاء الذي جرى عام 2011.